# Жилкин, Сергей Аполлонович
Сергей Аполлонович Жилкин (нем. Sergei Schilkin; 27 декабря 1915, Петроград — 18 июля 2007, Берлин) — немецкий предприниматель русского происхождения, «берлинский водочный король».

## Происхождение
Его отец Аполлон Фёдорович Жилкин (14 декабря 1877 года — 24 июня 1944 года), родившийся в Сибири, был производителем алкогольных напитков в Санкт-Петербурге и поставщиком царского двора. Проживал в Санкт-Петербурге, на улице Гулярной (ныне Лизы Чайкиной) 37 и на набережной реки Фонтанки 82. Имел чин губернского секретаря. Был связан со страховым товариществом «Саламандра». Мать — Наталья Фёдоровна Жилкина (26 августа 1885 года — 2 декабря 1974 года).
В 1921 году семья Жилкиных эмигрировала в Германию.

## Жизненный путь
Во время войны С. А. Жилкин сражался на стороне немцев в составе 17-й танковой дивизии Вермахта против Красной армии. Его младший брат Дмитрий Жилкин погиб 8 мая 1945 года при обороне Цитадели Шпандау.
В 1945 году Сергей Жилкин вместе со своей женой Эрной (1914—1999) берёт в свои руки бразды правления водочным заводом, который был основан его родителями Аполлоном Фёдоровичем и Натальей Фёдоровной Жилкиными в 1932 году в Берлине и был разрушен во время войны. После восстановления его завод стал одним из крупнейших предприятий по производству алкогольных напитков в ГДР. В 1972 году завод был национализирован. Однако Жилкин оставался его директором до своего выхода на пенсию в 1981 году.
В 1990 году, в ходе реприватизации, завод был возвращён Жилкину, который в 1992 году передал его своему зятю Петеру Миру. В том же 1992 году было создано дочернее предприятие «Шилкин-Дагвино» ЗАО СП в Санкт-Петербурге (Россия), а в 1999 году — «Zaren Imports Ltd» в городке Грэнд-Рэпидс штата Мичиган (США). C 2001 года предприятием руководит внук С. А. Жилкина Патрик Мир.
Сергей Аполлонович Жилкин был награждён орденом «За заслуги перед Федеративной Республикой Германия» и орденом «За заслуги перед Отечеством» (ГДР) 3-й степени.
В настоящее время его предприятие называется SCHILKIN GmbH & Co. KG.
С. А. Жилкин скончался 18 июля 2007 года и был похоронен в Берлине, на Каульсдорфском городском кладбище.

## Семья
- жена Эрна Жилкина (1914—1999).
  - дочь Эльке Мир (Elke Mier) замужем за Петером Миром.
    - внук Патрик Мир.

  - дочь Ирис Лехки (Iris Lechky) замужем за Райнхардом Лехки.
    - внуки: Матиас, Александер и Рональд.
    - внучки: Катрин и Анника.
- брат Дмитрий Жилкин (после 1917 года — 1945 год).